# メガララ・ガルーダ
メガララ・ガルーダ Megalara garuda は、ギングチバチ科ケラトリバチ族のハチ。2011年にインドネシアで発見された巨大な顎をもつハチで、発見した研究者らは「ハチの王様 (king of wasp)」とも呼ぶ。

## 発見
2011年、カリフォルニア大学デービス校の昆虫学教授でボハート昆虫博物館 (Bohart Museum of Entomology) 館長でもあるリン・キムジー (Lynn Kimsey) が、インドネシアスラウェシ島の南東半島部、南東スラウェシ州のメコンガ山地 (Mekongga Mountains) で発見した。また同時期にフンボルト大学ベルリンのミヒャエル・オール (MIchael Ohl)もこのハチを発見しており、キムジーとオールの共著で2012年3月に記載論文が学術誌「ZooKeys」で発表された。学名（種小名）の garuda は、インドネシアの国章でもある神鳥ガルーダから名付けられた。

## 形態・生態
全身が光沢のある黒色で、翅も黒色である。雄バチの体長は 3.3 cmで、前脚とほぼ同じ長さにもなる長大な大顎をもつ。雌バチは雄に比べやや小さいが
ギングチバチ亜科の他のハチよりも大型である。
生態は不明だが、雄の巨大な顎は巣と幼虫を守るためで、幼虫は他の亜科のハチのようにバッタなどが餌として与えられているものと推測されている。